# 고창 문수사 문수전
문수사문수전(高敞 文殊寺 文殊殿)은 대한민국 전북특별자치도 고창군에 있는 건축물이다. 1974년 9월 27일 전라북도의 유형문화재 제52호로 지정되었다.

## 참고 자료
- 문수사문수전 - 국가유산청 국가유산포털